# Typhonium russell-smithii
Typhonium russell-smithii là một loài thực vật có hoa trong họ Ráy (Araceae). Loài này được A.Hay miêu tả khoa học đầu tiên năm 1993.